# ムルターン県
ムルターン県（ムルターンけん、ウルドゥー語: ضِلع مُلتان、英語: Multan District）は、パキスタン・パンジャーブ州の県（ディストリクト）。県都はムルターンである。 ムルターン県の面積は、3,721平方キロメートルある。
日本語では、ムルタン県と表記されることもある。

## 位置
ムルターン県は、北と北東を ハーネーワール県、東をヴィハーリー県、南をロードラーン県に、それぞれ囲まれている。県の西の縁にはシェナブ川が流れており、この川を越えた西岸には、ムザッファルガル県 がある。

## 人口構成
1998年と2017年の国勢調査の結果を踏まえると、この間に人口は、年率 2.32% で増加し続けたものとみなせる。1998年のパキスタンの国勢調査によると、人口は 3,116,851人で、そのうち 42.2%、およそ1,315百万人は都市部に居住していた。世帯総数は 760,858世帯で、男性は 2,437,412人、女性は2,307,504人、トランスジェンダーが 193人となっており、女性100人に対して男性105.6人という性比となるが、男性の数が上回ることはパキスタンでは一般的である。
| 年   | 人口      |
| ---- | --------- |
| 1972 | 1.506.223 |
| 1981 | 1.970.075 |
| 1998 | 3.116.851 |
| 2017 | 4.745.109 |

### 言語
1998年の国勢調査によると、第一言語として最も広く使われているのはサライキ語で、人口の61%を占めている。以下、パンジャーブ語が 22%、ウルドゥー語が 16% などとなっている:29。

## テシル
1. ジャラルプール・ピルワラ・テシル（英語版）
2. ムルターン - テシルではなく、市 (City)
3. ムルターン・サダー・テシル（英語版）
4. シュジャバード・テシル（英語版）

## 社会
ムルターン県の農村では、同じパンジャーブ州でも北部などと比べると、中間層の未発達で、大土地所有者への富の集中が見られ、貧富の両極化が見られるとされる。

## 日本との関わり
日本は、パキスタン政府の要請に基づき、国際協力機構 (JICA) を通じて、ムルターン県における保健医療分野の支援や、小中学校の建設などの国際協力をおこなっている。
もともとムルタン県は、パキスタン国内では、各種の保険指標が比較的良い値であり、2000年代半ばの数値で、乳児死亡率 (IMR)はパキスタン全体の78に対してムルタン県では54、5歳未満死亡率はパキスタン全体の94に対して73と低めになっていた。パキスタン政府は、ムルタン県を保健衛生のモデル地域として整備すべく、日本の協力を求めた。